# Perry White
Perry White es un personaje ficticio del universo de DC Comics, creado por el escritor Jerry Siegel y el dibujante Joe Shuster. Apareció por primera vez en Action Comics #1 en 1938. White es conocido principalmente como el editor en jefe del periódico Daily Planet, el lugar de trabajo de los célebres personajes Clark Kent (Superman), Lois Lane y Jimmy Olsen.
Perry White es una figura central en las historias de Superman y en el mundo del periodismo dentro del universo de DC Comics. Se le caracteriza por su personalidad fuerte, su ética profesional y su capacidad para liderar con autoridad. A pesar de ser conocido por su temperamento fuerte y a veces brusco, también es un hombre de principios y se preocupa profundamente por el bienestar de sus empleados, especialmente por Superman, aunque no sabe la verdadera identidad de este. Como editor de Daily Planet, White desempeña un papel crucial en la cobertura de noticias de importancia mundial, a menudo involucrándose en eventos que desafían la seguridad de la ciudad de Metrópolis y del mundo entero.
A lo largo de los cómics, Perry White ha sido retratado como un mentor y figura paterna para los jóvenes periodistas del periódico, especialmente para Lois Lane y Jimmy Olsen. Su relación con Clark Kent/Superman es una de las más duraderas y de confianza, a pesar de las tensiones que surgen de las noticias de alto riesgo y las amenazas de los villanos. Además de su papel en el periodismo, en ocasiones, Perry se ha visto envuelto en historias de acción y aventuras, donde se convierte en un aliado activo en la lucha contra el crimen.
El personaje de Perry White es fundamental para la estructura narrativa del universo de Superman, proporcionando el punto de vista del mundo de los medios de comunicación y el periodismo dentro de las historias de superhéroes.
A lo largo de los años, varios actores han interpretado el personaje  en diversas adaptaciones cinematográficas y televisivas del universo de Superman. Algunos de los más destacados en series son John Hamilton (1952–1958) en Adventures of Superman; Sherman Hemsley (1993) en Lois & Clark: The New Adventures of Superman; y Michael McKean (2004-2007) en Smallville. En el cine, fueron los actores Jack Larson (1951–1958) en Adventures of Superman; el actor Marc McClure (1980-1987) en Superman: The Movie (1978) y sus secuelas; Frank Langella (2006) en Superman Returns (2006); Lawrence Fishburne (2013–2016) en Man of Steel (2013) y Batman v Superman: Dawn of Justice (2016) y Wendell Pierce en Superman (2025).

## Historial de publicaciones
El personaje de Perry White fue creado para la serie de radio The Adventures of Superman, con la voz del actor Julian Noa. Apareció en el segundo episodio, "Clark Kent, Reportero", que salió al aire el 14 de febrero de 1940. Hizo la transición a los cómics más tarde ese año, apareciendo en Superman # 7 (noviembre de 1940).
En el episodio "Crime Wave" de la serie de televisión Aventuras de Superman y la continuidad del cómic Post-Crisis, fue un periodista galardonado que se desempeñó como alcalde de Metropolis. Trabajó como editor asistente en el Daily Star con George Taylor antes de convertirse en editor en jefe del Daily Planet.
Sus frases más conocidas son "¡El fantasma del gran César!" y "¡No me llames jefe!".

## Historia del personaje

### Edad de Oro y Plata
Los primeros cómics de Superman muestran a Clark Kent y Lois Lane trabajando para el periódico Daily Star y un editor llamado George Taylor. Sin embargo, esto pronto cambió, con Perry White apareciendo por primera vez como editor de un Daily Planet recientemente renombrado.
En las décadas de 1960 y 1970 DC Comics, después de que se implementó el método multiverso de seguimiento de continuidad, la inconsistencia anterior se explicó declarando que en Tierra-Uno (el universo de la Edad de Plata), Perry White es el empleador de Clark y Lois en el Daily Planet, mientras que en la Tierra Dos (el universo de la Edad de Oro), George Taylor es el editor en jefe de ese mundo del Daily Star. El Perry White de Tierra-Dos es un reportero principal del Daily Star y, según un relato de la Familia Superman, ha "reemplazado" como editor de vez en cuando mientras Taylor estaba fuera.
Antes de los cambios detallados en Crisis on Infinite Earths, Perry comienza su carrera como reportero independiente para varios periódicos, entre ellos un periódico de Chicago y Gotham Gazette de Gotham City. Eventualmente va a trabajar en el Daily Planet como reportero y gana su primer Premio Pulitzer al ser el primero en escribir sobre los orígenes extraterrestres de Superboy, gracias a una entrevista exclusiva con el Chico de Acero.
Más tarde aún, las habilidades de periodista de Perry ganan más elogios después de ser el primero en descubrir que Superboy se mudó a Metrópolis desde Smallville. (Superboy tenía la intención de mantener su movimiento en silencio durante un período de tiempo indefinido, para no alertar a nadie de que Superboy y Clark Kent se fueran de Smallville al mismo tiempo).
Finalmente, durante el primer año de la universidad de Clark Kent, Perry es ascendido a editor en jefe del periódico, después de la jubilación del editor anterior del periódico, la versión Tierra-Uno de George Taylor.
A principios de la década de 1970, el Daily Planet es comprado por Morgan Edge, presidente del conglomerado de medios Galaxy Communications, con gran parte del poder de Perry en la gestión del periódico superado por Edge. En los meses previos al "reinicio" de Crisis en 1985, se da a entender que Perry White está comenzando a sucumbir a la Enfermedad de Alzheimer, manifestándose en un aumento del olvido y la confusión.

### Edad Moderna
Con la renovación del origen de Superman, posterior a Crisis on Infinite Earths, del escritor John Byrne en la miniserie El Hombre de Acero y sus posteriores cómics de Superman, la historia de Perry se desarrolló más plenamente.
Después de Crisis, Perry nace en el área de Suicide Slum de Metropolis, creciendo con un padre desaparecido después de irse a la guerra en el extranjero. Se convierte en un copiloto en el Daily Planet, comenzando una carrera de por vida que lo llevará a ascender en la escala profesional del periódico. Perry va a la escuela con Lex Luthor cuando son niños (Luthor también nació en Suicide Slum).
Después de que Luthor se convierte en un exitoso hombre de negocios, comienza a diversificar sus participaciones en su recién fundada compañía LexCorp, que incluye la compra del Daily Planet. Luthor pronto lo vende después de decidir realizar inversiones en tecnología y televisión. Al rechazar una oferta de Luthor para formar parte de la nueva estación de televisión WLEX de Luthor, Perry encuentra un inversor que salva el Daily Planet con la condición de que Perry sea ascendido de reportero a editor en jefe. Todo el episodio, uno de los cuales es lo que Perry sintió al verse obligado a abandonar su activa carrera como escritor, deja a Perry amargado y enojado con Luthor.
Perry se casa con Alice Spencer y tiene un hijo, Jerry White. Mucho más tarde, cuando Jerry ha crecido por completo, Perry se entera de que Lex Luthor es el padre biológico de Jerry. Luthor seduce brevemente a Alice mientras Perry está en el extranjero informando sobre una guerra y se cree que ha sido asesinado.
Los dos grandes movimientos de Perry White como editor son la contratación de Lois Lane y (más tarde) Clark Kent. Cuando tenía 15 años, Lois había impresionado a Perry con su persistencia en tratar de conseguir un empleo en el periódico (mintiendo sobre su edad). Después de que Jerry White muere de un disparo, Perry y Alice lloran por un tiempo, lo que hace que Perry se ausente del Daily Planet.
Más tarde, Perry y Alice adoptan a un niño afroamericano huérfano llamado Keith Robert Parks, que pronto cambia su nombre a Keith Robert White. Aproximadamente en este momento, Perry toma otra licencia para el tratamiento del cáncer de pulmón, poniendo a Clark Kent a cargo como editor temporal de Planet. Después de muchos meses agotadores de quimioterapia, el cáncer entra en remisión.
Uno de los momentos de mayor orgullo de Perry es asistir a la boda de Lois y Clark. Se sienta en la primera fila junto a los padres de Lois (Lois lo considera un pariente tan cercano como su propia familia).
Mientras el periódico sigue luchando, el propietario del Planet, Franklin Stern, vende el periódico a Lex Luthor. Luthor, actuando por pura malicia, desmantela el papel. Despide a todos excepto a Lois Lane, Jimmy Olsen y otros dos que se trasladan a Lexcom, la nueva empresa de noticias de Lex basada en Internet. Poco después, Lex vende el Planet a Bruce Wayne por $ 1 (gracias a un trato secreto con Lois Lane). White es contratado nuevamente como editor en jefe, y todo el personal anterior también es contratado nuevamente.
Aunque el conocimiento de Perry sobre el alter ego de Clark es incierto, se sabe que ha encontrado un traje polvoriento de su ropa de reportero estrella en un armario de suministros, incluido su pasaporte. Por esta razón, Perry bien puede sospechar que Clark y Superman son la misma persona, pero debido a su admiración personal tanto por Clark como por Superman, nunca le ha confiado esta sospecha o conocimiento a nadie. Bruce Wayne cree que debido a la habilidad superior de White como reportero, él sabe que Clark es Superman ("Perry White es un reportero demasiado bueno para no haber descubierto el secreto de Clark. Y, sin embargo, actúa de otra manera ... recordándome lo buen detective Jim Gordon está de vuelta en Gotham City..." - Batman: Hush).
La dirección editorial de Perry mantiene al Daily Planet como uno de los pocos periódicos que se atreve a criticar duramente a Luthor (incluso después de la exitosa elección de Luthor como Presidente de los Estados Unidos).
Debido a los cambios en la historia de Superman en los últimos años, incluida la miniserie Birthright de 2003-2004, no hay mucha certeza sobre la historia de Perry.
En Final Crisis # 2, Lois y Perry quedan atrapados en una explosión aparentemente fatal provocada por Clayface en el Daily Planet. A partir de Final Crisis # 3, se reveló que Perry está vivo, pero con soporte vital. Sin embargo, Perry se ha recuperado desde entonces y ahora ha vuelto a hacer el papel.
Cuando el mundo comienza a volverse cada vez más paranoico hacia la nueva población de kryptonianos, Lois comienza a investigar las conspiraciones ejecutadas por el gobierno de los Estados Unidos, y su padre, el General Lane en particular. Sin embargo, el gobierno se da cuenta de las acciones de Lois e intenta cerrarla. Como resultado, Perry no puede imprimir ninguna de las historias de Lois debido al poder del general Lane. No dispuesto a dejar pasar esto, Perry sugiere que Lois "deje" el periódico para continuar con su investigación.
En la secuela de "Watchmen" "Doomsday Clock", Perry White ha cambiado el nombre del artículo que gira en torno a "The Superman Theory" para consternación de Lois Lane en el momento en que ella y Clark Kent creen que alguien está moviendo los hilos esta teoría.

## Otras versiones
- En la serie de cómics limitada DC Universe Online: Legends, Perry White fue capturado, junto con Lois Lane y Jimmy Olsen, en el Daily Planet por Brainiac, pero fue salvado por Superman, con Lex Luthor en posesión del recipiente que los contenía.[14][15] Más tarde, Perry se convirtió en una de las personas que ha obtenido habilidades metahumanas de los Exobytes de Braniac, transformando su cuerpo en un ser de Hielo y otorgándole poderes de Hielo, lo que lo ha sorprendido.[16] Más tarde adoptó el nombre en clave Frost.[17]
- En la serie limitada All-Star Superman, Perry sigue siendo el jefe del Daily Planet y publica un artículo que incrimina a Lex Luthor, lo que resulta en su arresto y ejecución sentenciada.
- En la serie limitada Superman: hijo rojo, Perry es el editor en jefe del Daily Planet, eventualmente sucedido por Lois Luthor.
- En el cómic vinculado a Young Justice, Perry está en Bibbo's Diner, donde Bibbo comenta sobre el comportamiento de sus otros invitados, pero Perry no responde. Cinco años más tarde, Perry estaba en la puerta principal del Daily Planet cuando una nave espacial lanzó un dispositivo que se cernió sobre Metrópolis y se hundió en el suelo. Perry camina hacia el cráter y observa cómo comienza a cavar un agujero en el suelo.

## Apariciones en otros medios

### Televisión

#### Animación
- Las caricaturas de Superman Fleischer de la década de 1940 presentaban a un Daily Planet al que solo se refería como "Sr. White ”en el corto porque en ese momento Perry White se usó en la serie de radio y George Taylor apareció en los cómics.
- La serie de 1966 The New Adventures of Superman presentó al personaje con la voz de Jackson Beck.
- Perry también aparece en el episodio de Challenge of the Super Friends "Super Friends, Rest In Peace", con la voz de William Woodson. Superman intenta rescatarlo a él y a Lois Lane de Luthor y Solomon Grundy en el momento en que tenían el Cristal de Noxium en su poder.
- La serie de televisión Superman de 1988 mostró a Perry White (con la voz de Stanley Ralph Ross) inspirado en su homólogo de cómic, pero con una actitud dura, similar a la serie de películas.
- Superman: la serie animada de 1990: presentó a Perry White con la voz de George Dzundza, que solo interactuaba con los personajes del Daily Planet. Esta versión del personaje tuvo cameos en las series animadas Liga de la Justicia y Liga de la Justicia Ilimitada.
- Perry White aparece en Batman: The Brave and the Bold, episodio "La batalla de los superhéroes", con la voz de Richard McGonagle. Dice sus líneas "El fantasma del Gran César" y "No me llames Jefe".
- Perry White aparece en el episodio de Justice League Action, "El compañero de Superman, Sid Sharp", con la voz de Piotr Michael. Citó "Great Ceasar's Ghost" cuando estaba dando su opinión sobre la idea del reportero del Daily Bugle Sid Sharp para un nuevo superhéroe después de que Clark Kent lo golpeara en la historia donde Superman detuvo a algunos ladrones de bancos usando tecnología de Apokolips. Siguiendo a Superman y Sid Sharp escapando de Apokolips, Sid Sharp va a contarle a Perry White la experiencia que tuvo y que le contó a los otros miembros del personal solo para descubrir que Clark Kent logró obtener una primicia. Aunque Clark Kent permitió en secreto que Sid Sharp se atribuyera el mérito de la historia.
- Perry White aparece en Mis aventuras con Superman, con la voz de Darrell Brown.[18][19][20][21]Esta versión es un viejo amigo universitario de Vicki Vale y, además, se le representa como afroamericano, similar a la encarnación del personaje en el DCEU.

#### Acción en vivo
- En la serie de televisión y radio Aventuras de Superman de la década de 1950, John Hamilton interpretaba a Perry, que solía gritar "¡El fantasma del gran César!". Cuando estaba enojado, exasperado o sorprendido. (La frase se convirtió en el título y el tema de un episodio). Su otra línea de marca registrada fue " ¡No me llames 'jefe'! " Ambas líneas eventualmente se convirtieron en elementos básicos de los cómics. En al menos un episodio, se revela que Perry ha cumplido un período como alcalde de Metropolis antes de convertirse en editor en jefe del Planet. En el episodio "Drums of Death", Perry White tiene una hermana llamada Kate. En el episodio "Jet Ace", Perry White tiene un sobrino llamado Chris.
- En febrero de 1975, ABC transmitió una película para televisión basada en el fallido musical de Broadway de 1966 It's a Bird ... It's a Plane... It's Superman, protagonizada por el entonces presentador de Password, Allen Ludden, en el papel de Perry White. La película fue narrada por el locutor de Rowan & Martin's Laugh-In Gary Owens y los compañeros de reparto de Ludden incluyeron a Lesley Ann Warren, Al Molinaro y Loretta Swit. La película se puede ver en YouTube.
- El hijo de Perry White, TJ White, fue un personaje secundario en la serie de televisión Superboy. El propio Perry White nunca apareció en el programa; sin embargo, apareció en el segundo número de la serie de cómics, en la que TJ fue secuestrado por una familia del crimen organizado en el que Perry hizo una revelación.
- Perry White aparece en la serie de televisión de la década de 1990 Lois y Clark: las nuevas aventuras de Superman, interpretada por Lane Smith. Perry era un Baby Boomer con una afición perdurable por el rock and roll, particularmente por Elvis Presley. En lugar de "¡El fantasma del Gran César!", A veces decía "¡Grandes sombras de Elvis!", Y los cómics siguieron brevemente su ejemplo. En una trama secundaria que se extendió a lo largo de muchos episodios, se retrata a Perry con dificultades matrimoniales con su esposa Alice debido a su dedicación al periódico. La pareja se reúne más tarde justo antes del final de la serie.
- En la serie de televisión de 2000 Smallville, Perry White aparece en el episodio de la temporada 3 "Perry" y es interpretado por Michael McKean. En este programa, él es un reportero con múltiples nominaciones al Pulitzer que anteriormente trabajaba para el Daily Planet, que se ve reducido a la televisión sensacionalista después de intentar exponer los tratos corruptos de Lionel Luthor. Intenta recuperar parte de su antigua reputación exponiendo los poderes de Clark, pero el plan fracasa cuando una llamarada solar aleatoria, anula temporalmente las habilidades de Clark, aunque el heroísmo posterior de Clark a pesar de su estado de impotencia actual lleva a Perry a abandonar la idea de que Clark tiene poderes y a hacer que considere pasar una nueva página, incluso ofreciendo a Clark una recomendación para el periodismo como una carrera en futuro. La frase "no me llames jefe" se incluyó en este episodio, cuando White irrita a la sheriff Nancy Adams al llamarla "jefa". Más tarde se da a entender en el episodio de la temporada 4 "Gone" que Perry está trabajando en su camino de regreso con un artículo sobre la condena de Lionel. Repitió su papel en el episodio de la temporada 9 "Hostage" como el nuevo novio de la senadora Martha Kent (la actriz de Martha, Annette O'Toole está casada con McKean en la vida real), quien regresa de Washington para visitar a su hijo Clark. En el final de la serie, se muestra que Perry White se convirtió en el editor en jefe del Daily Planet. Michael McKean proporcionó la voz de Perry White en la última escena del episodio final, pero el actor mismo no fue visto en la pantalla, aunque se escuchó el famoso "fantasma del Gran César" despotricando mientras regañaba a Lois Lane para que volviera al trabajo.
- Perry White aparece en el episodio piloto de Superman & Lois interpretado por Paul Jarrett. Se le ve en la primera parte del episodio dándole a Clark un recorrido por el Daily Planet y asociándolo con Lois Lane. En el presente, Perry ya no es el editor en jefe debido a que Morgan Edge compró el Daily Planet, quien hizo que su secuaz Samuel Foswell fuera el nuevo editor en jefe.

### Películas

#### Animación
- Perry White aparece en Superman: Doomsday, con la voz de Ray Wise. Aquí, es calvo pero comparte las mismas características que la contraparte de los cómics.
- Perry White apareció en All-Star Superman, con la voz de Ed Asner.
- Dzundza repitió su papel de Perry White en la película animada directa a video de 2006 Superman: Brainiac Attacks.
- Perry aparece en Superman: Unbound, con la voz de Wade Williams.
- Perry White aparece en las películas de DC Animated Movie Universe (DCAMU) Death of Superman y Reign of the Supermen. con la voz de Rocky Carroll. Después de que Lois Lane le da su nombre a Doomsday en la televisión en vivo durante la batalla de la criatura con Superman en Metrópolis, Perry ordena al personal del Daily Planet que nombre a Doomsday como el titular de la nueva página 1 del periódico, que Cat Grant especula que nadie podrá leerlo, si no se detiene el fin del mundo.
- Perry White aparece en la película cruzada Scooby-Doo! and Krypto, Too!, con la voz de Fred Tatasciore.[22][23]

#### Acción en vivo

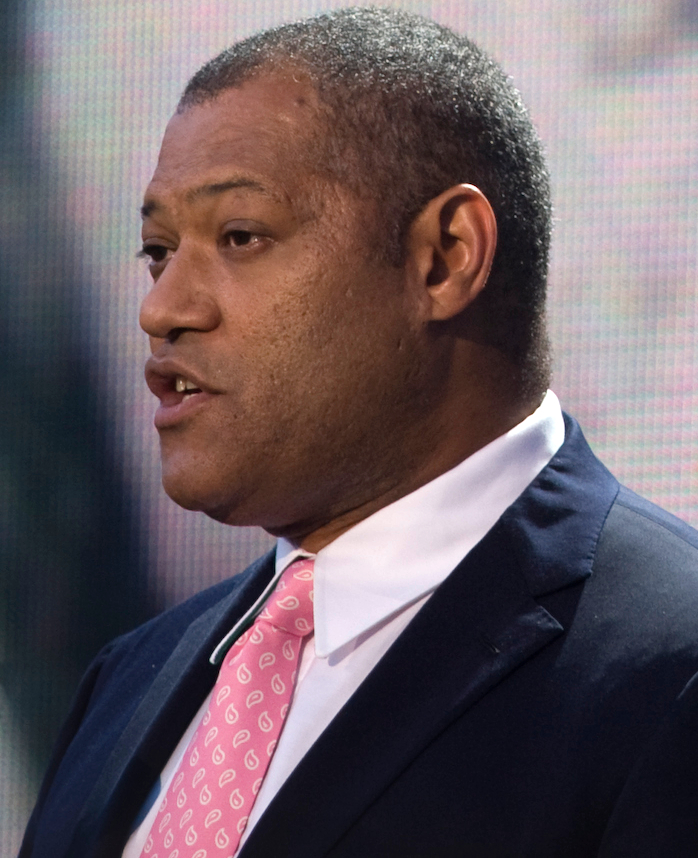
Laurence Fishburne, quien interpreta a Perry White en El hombre de acero.

- Pierre Watkin interpretó a Perry White, en las series Superman (1948) y Atom Man vs. Superman (1950).
- En la película de 1978 Superman: The Movie (y sus tres secuelas de la década de 1980), Jackie Cooper interpretó a Perry como un personaje duro, que nunca permitió que sus reporteros olvidaran que había trabajado para The Planet casi toda su vida. La frase "no me llames 'jefe'" se convirtió en una broma sobre pedir café y se convirtió en "¡no me llames "azúcar"! (Cuando pide un café con azúcar, y Jimmy Olsen lo llama jefe y le dice que no lo llame "azúcar"). A Perry, de Cooper, también le gustaban los aforismos como "Un buen reportero no consigue grandes historias, un buen reportero las hace grandes". El director Richard Donner revela que Cooper obtuvo el papel porque tenía pasaporte y, por lo tanto, pudo estar en el set en unas pocas horas, después de que Keenan Wynn, quien originalmente fue elegido, sufrió un ataque cardíaco.
- En Superman Returns (2006) de Bryan Singer, Perry White fue originalmente iba a ser interpretado por Hugh Laurie. Pero cuando se determinó que habría un conflicto de horarios entre la serie de televisión de Laurie House (que, dicho sea de paso, fue producida por Singer), Laurie se vio obligada a abandonar y Frank Langella intervino para interpretar a Perry White. En esta película, Perry tiene un sobrino, Richard White, que está comprometido con Lois y es la figura paterna de su hijo Jason, aunque a lo largo de la película se da a entender que el padre biológico de Jason es el mismo Superman.
- Laurence Fishburne interpreta a Perry White en DC Extended Universe, lo que lo convierte en el primer afroamericano en interpretar a Perry White en una película de acción real.
  - En El hombre de acero (2013), aunque su posición no se desvía de los cómics, su visión de Superman es algo diferente. En lugar de ver la existencia de un extraterrestre poderoso como una primicia, cree que tal descubrimiento garantizará una reacción negativa de la gente de la Tierra. Cuando un bloguero con el que Lois Lane se reunió sobre Superman aparece en la televisión y menciona el encuentro de Lois con él, Perry White llama a Lois y le dice que el FBI ha visitado el Daily Planet y le aconseja que se entregue a ellos. En el clímax de la película, él y Steve Lombard ayudan a una reportera llamada Jenny Jurwich cuando ella está atrapada bajo los escombros. Al final de la película, White presenta a Lois y Lombard a Clark.
  - En Batman v Superman: Dawn of Justice (2016), intenta convencer a Clark de que se concentre en publicar un artículo deportivo en lugar de investigar las acciones de Batman en Gotham. Cuando Superman es asesinado, se muestra a Perry sosteniendo un papel que tiene publicadas las muertes de Superman y Clark Kent (con una historia de encubrimiento de Lois que afirma que Clark era un espectador asesinado en la lucha contra Doomsday) y lamentó en silencio sus muertes. En la Ultimate Edition, Perry y su compañera reportera Jenny Jurwich aparecen en el funeral de Clark Kent en Smallville.

### Videojuegos
- Perry White apareció en Superman para NES.
- George Dzundza repitió su papel de Perry White en el videojuego Superman: Shadow of Apokolips.
- Perry White aparece en Lego Dimensions, con la voz de Brian Bloom.
- Perry White aparece como un NPC en Lego DC Super-Villains, pero puede ser creado a través del personalizador de personajes.

## Contraparte con Marvel
A diferencia de J. Jonah Jameson (el corrupto jefe del Daily Bugle (Spider-Man)), White se le muestra como un hombre noble, decidido y hasta amigo de Superman.